# 高橋勇雄
高橋 勇雄（たかはし いさお、1910年（明治43年）3月14日 - 1973年（昭和43年）5月25日）は、日本の元政治家、実業家。元倉敷市長。

## 人物
戦後復興期から高度経済成長期前にかけ旧倉敷市長を５期15年以上務めた。同市議会議員、会社社長役員。倉敷市文化章（地方自治）受賞者。

## 年譜
広島県比婆郡東城町出身。
1933年、慶應義塾大学を卒業後、倉敷奨農土地（現・三楽）に入社。1939年、倉敷絹織（現・クラレ）西条工場に入社。
1947年、倉敷市議会議員に初当選し、以後は倉敷市議会議長を務める。
1949年2月、倉敷市長に初当選し、以後5期連続当選ののち辞任。
1964年（昭和39年）、倉敷国際ホテル取締役を経てクラレグループ各社役員、監査役、社長を歴任。
1973年5月25日、死去。

## 関係した事業
- 岡山県南百万都市構想
- 水島臨海工業地帯 - 現在の水島
- 旧倉敷市の合併 - 旧倉敷市、児島市、玉島市